# La Selle-sur-le-Bied
La Selle-sur-le-Bied ist eine französische Gemeinde mit 1.131 Einwohnern (Stand: 1. Januar 2022) im Département Loiret in der Region Centre-Val de Loire. Sie gehört zum Arrondissement Montargis und ist Teil des Kantons Courtenay. Die Einwohner werden Sellois genannt.
Sie entstand mit Wirkung vom 1. März 2019 als namensgleiche Commune nouvelle durch die Zusammenlegung der bisherigen Gemeinden La Selle-sur-le-Bied und Saint-Loup-de-Gonois, von denen in der neuen Gemeinde nur Saint-Loup-de-Gonois den Status einer Commune déléguée hat. Der Verwaltungssitz befindet sich im Ort La Selle-sur-le-Bied.

## Geografie
Die Gemeinde liegt rund  15 Kilometer nordöstlich von Montargis in der Naturlandschaft Gâtinais. Der Fluss Cléry durchquert das Gemeindegebiet von Ost nach West. Weiter südlich verläuft die Autobahn A19. Nachbargemeinden von La Selle-sur-le-Bied sind Pers-en-Gâtinais im Norden, Mérinville im  Nordosten, Courtemaux im Südosten, Louzouer im Süden sowie Griselles im Westen.

## Gliederung
| Ortsteil                               | ehemaliger INSEE-Code | Fläche (km²) | Einwohnerzahl (2018) |
| -------------------------------------- | --------------------- | ------------ | -------------------- |
| La Selle-sur-le-Bied (Verwaltungssitz) | 45307                 | 23,96        | 992                  |
| Saint-Loup-de-Gonois                   | 45287                 | 06,16        | 107                  |

## Bevölkerungsentwicklung
| Jahr                       | 1962 | 1968 | 1975 | 1982 | 1990 | 1999 | 2006 | 2018 |
| Einwohner                  | 576  | 545  | 547  | 556  | 625  | 773  | 921  | 1099 |
| Quellen: Cassini und INSEE |      |      |      |      |      |      |      |      |

## Sehenswürdigkeiten
- Kirche La Très-Sainte-Trinité, Monument historique
- Schloss

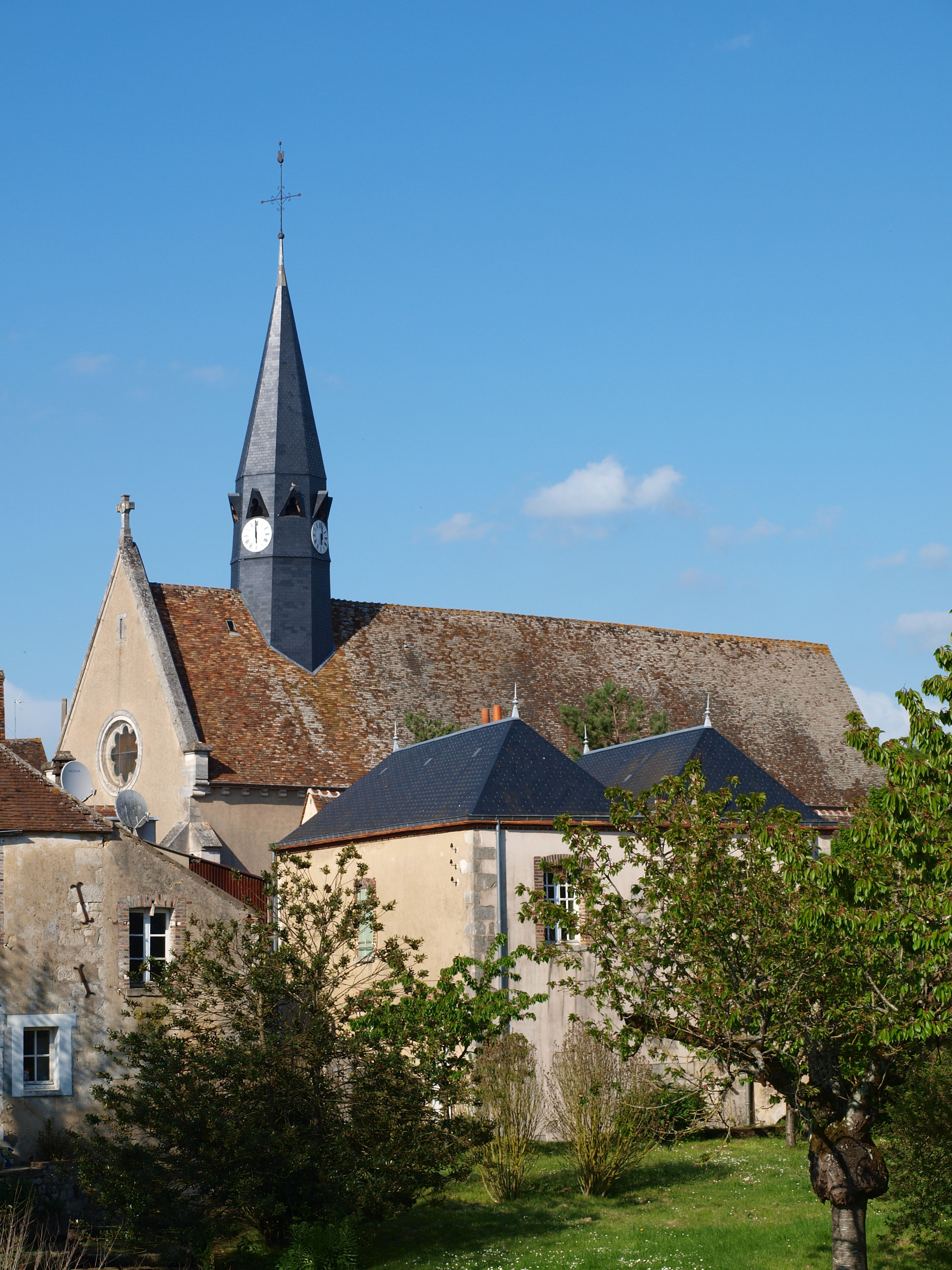
Kirche La Très-Sainte-Trinité
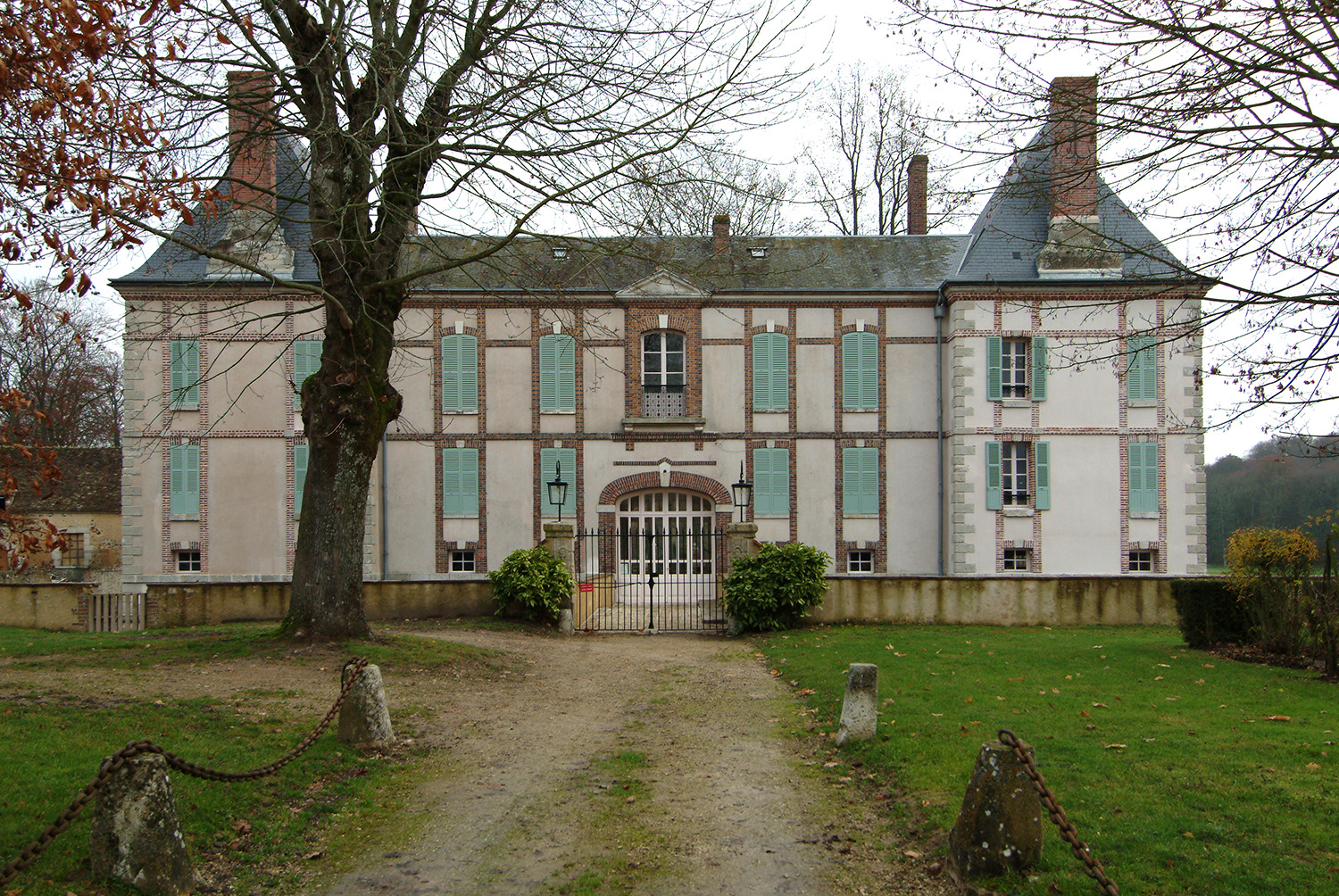
Schloss